# Gus Gerard
Gus Gerard, né le 27 juillet 1953, à Uniontown, en Pennsylvanie, est un ancien joueur américain de basket-ball. Il évolue durant sa carrière aux postes d'arrière et d'ailier.

## Palmarès
- 3e du championnat du monde 1974
- Vainqueur des Jeux panaméricains de 1975